# Рандек (замок, Бавария)
Рандек (нем. Burg Randeck) — руины замка на северном краю долины Альтмюль на скалистом выступе в общине Эссинг в районе Кельхайм в Баварии, Германия.

## История
Замок неразрывно связан с общиной Эссинг с момента своего основания. 

### Ранний период
Первое укрепление на месте нынешнего замка, вероятно, было построено еще в X веке. Инициатором стал герцог Арнульф I Баварский. Он хотел защитить свои владения от венгерских нашествий. 
Современный замок построен в XI и расширен в XII веке семьёй фон Рандекерн. В 1298 году крепость перешла во владение рода Бабонов из Абенсберга. Эта семья получила печальную славу как раубриттер (рыцари-разбойники). Род пресёкся в 1485 году и замок перешёл в собственность властей герцогства Бавария. 

### Новое время

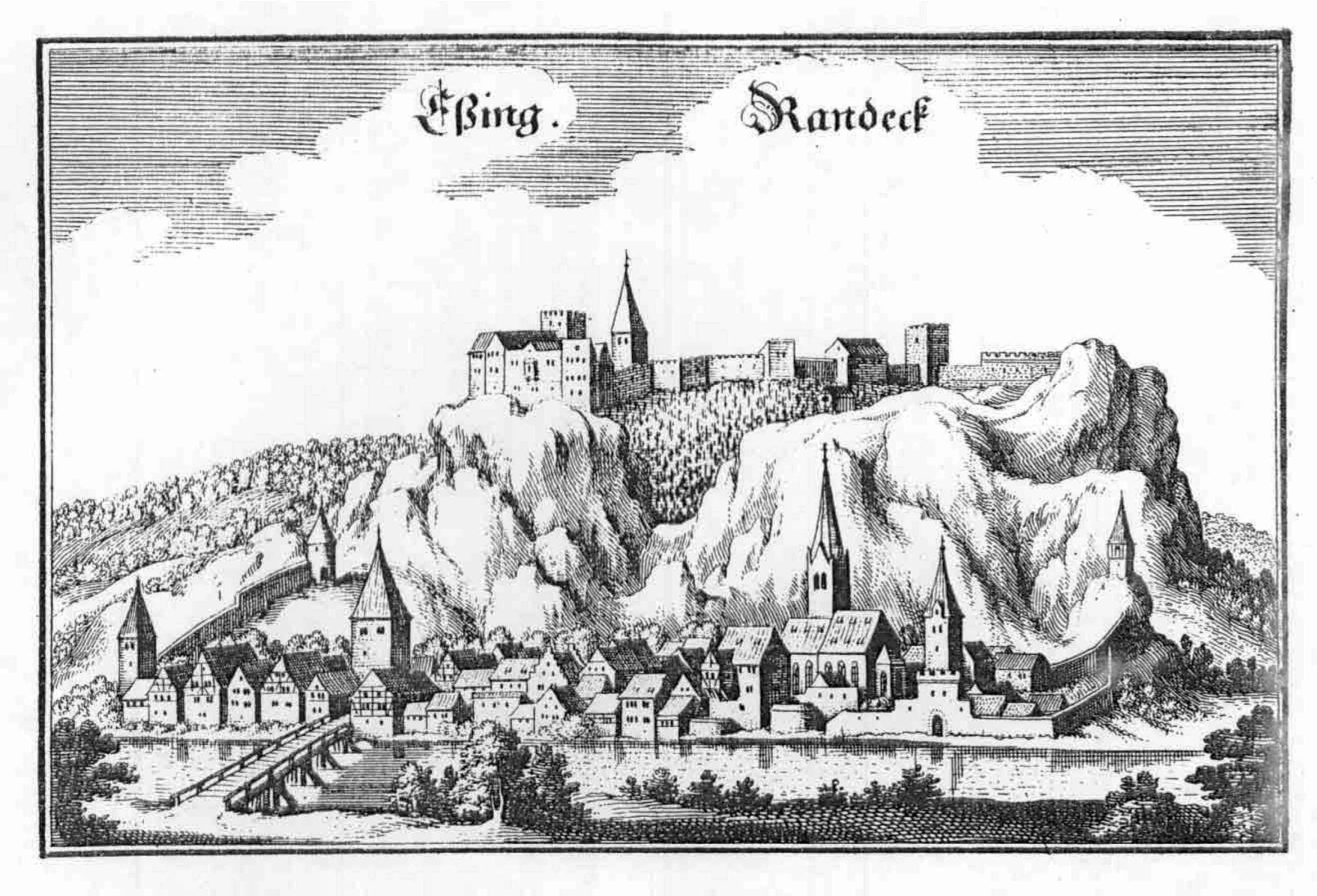
Рисунок замка, сделанный в 1665 году

В 1529 году Рандек передали во владение барона Леонарда фон Экка. В 1565 году замок приобрёл Отто Генрих фон Шварценберг, а в 1594 году Алексий Фуггер. В 1596 году Рандек приобрёл герцог Вильгельм IV Баварский, но сразу же обменял его у Иоганна Вольфа Фреймана на замок Мюльфельден. 
Во время Тридцатилетней войны Рендек в 1634 году был разрушен шведскими войсками. 
В 1672 году замок выкупил иезуитский колледж из Ингольштадта. После роспуска ордена в 1773 году Реднек вновь оказался в собственности Баварских властей. В 1776 году замок приобрёл для своих нужд Мальтийский орден.

### Упадок
В 1818 году замок в очередной раз вернулся во владения Баварского королевства. В 1838 году из-за ветхости и отсутствия надлежащего присмотра обрушились части стен и замковых башен. Кронпринц Баварии Максимилиан II пытался спасти замок от полного разрушения. Он организовал консервацию сооружений крепости и частично восстановил её ещё в 1842 году. Однако замок так и остался в виде живописных руин.
Остатки крепости были капитально укреплены в 1975 году и с тех пор остаются местной туристической достопримечательностью. Руины принадлежат общине Эссинг.

## Описание
Замок расположен на вершине холма на высоте 490 метров над уровнем моря. К основным сооружениям ведёт мостик надо рвом. Ранее он был поднимающимся.
Первоначально в комплексе было девять верхних помещений (для владельца), восемь нижних комнат (для слуг и солдат), три кухни, часовня (посвященная святому Георгию), подвалы и колодец.
В настоящий момент частично сохранились внешние стены замка Рандек, обширные подземные помещения замка, главная башня и сама крепость (высотой 36 метров). По специальной лестнице можно подняться на вершину комплекса. С верхней смотровой площадки хорошо виден Эссинг и окрестности.

## Галерея

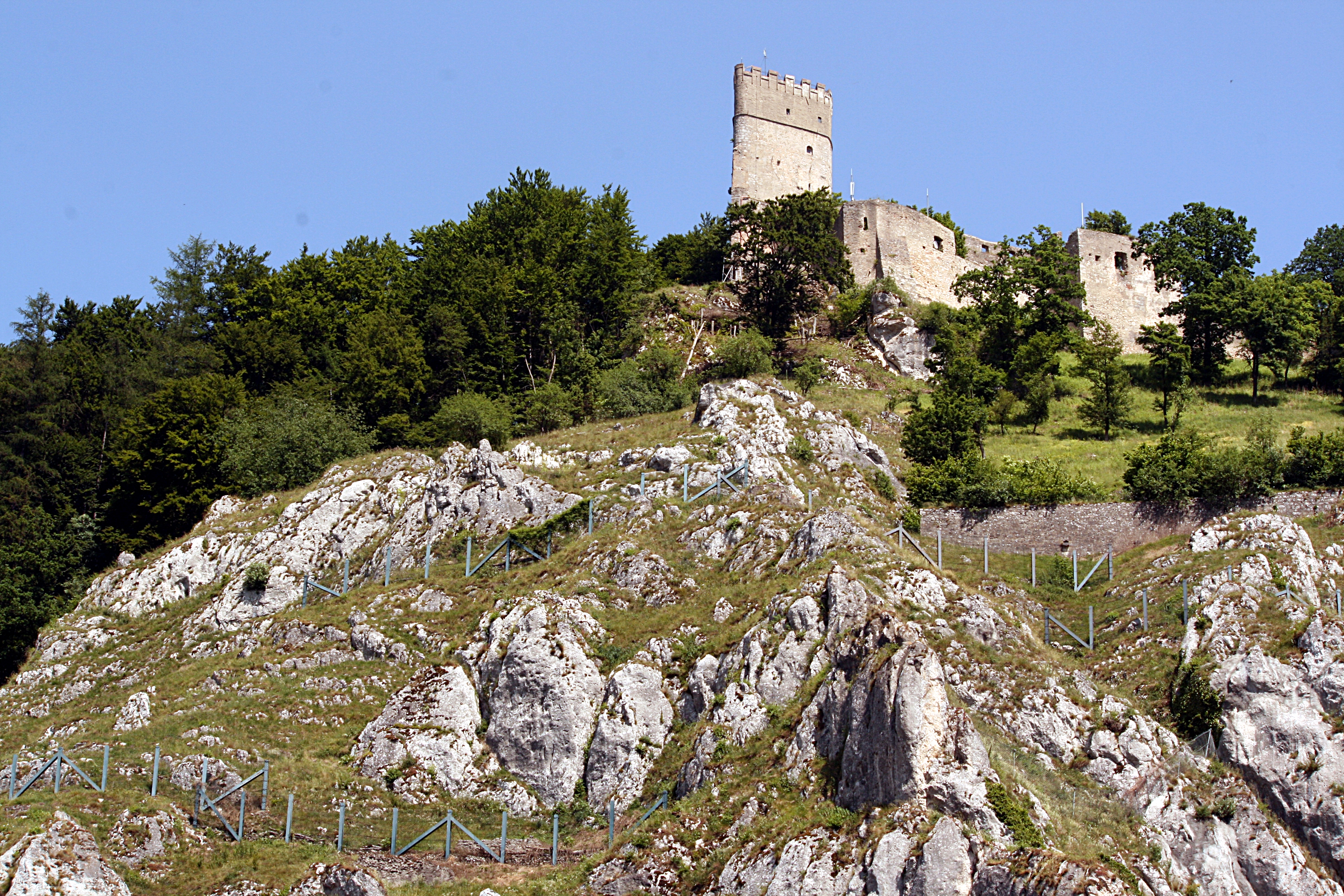
Вид замка снизу
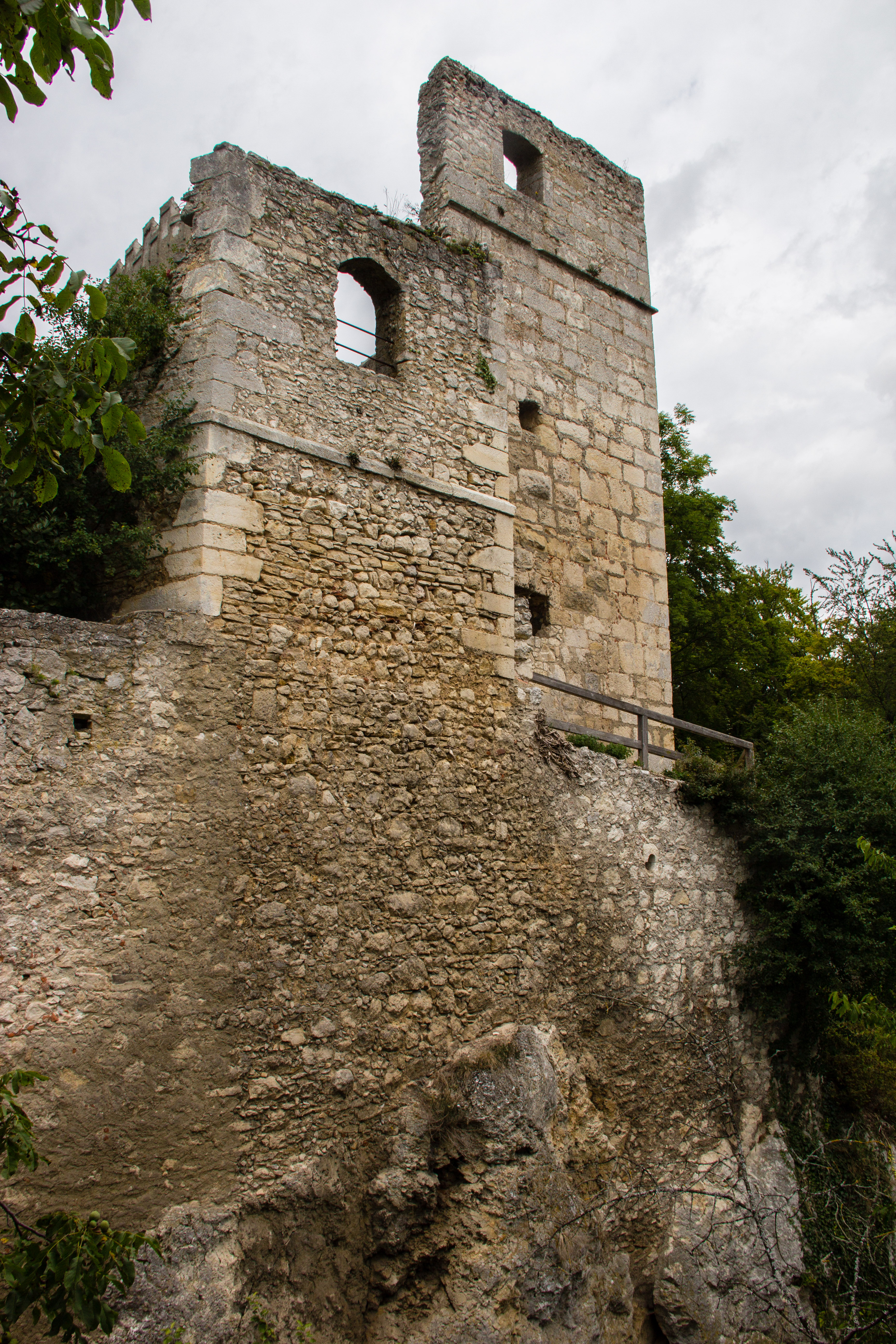
Руины главного здания
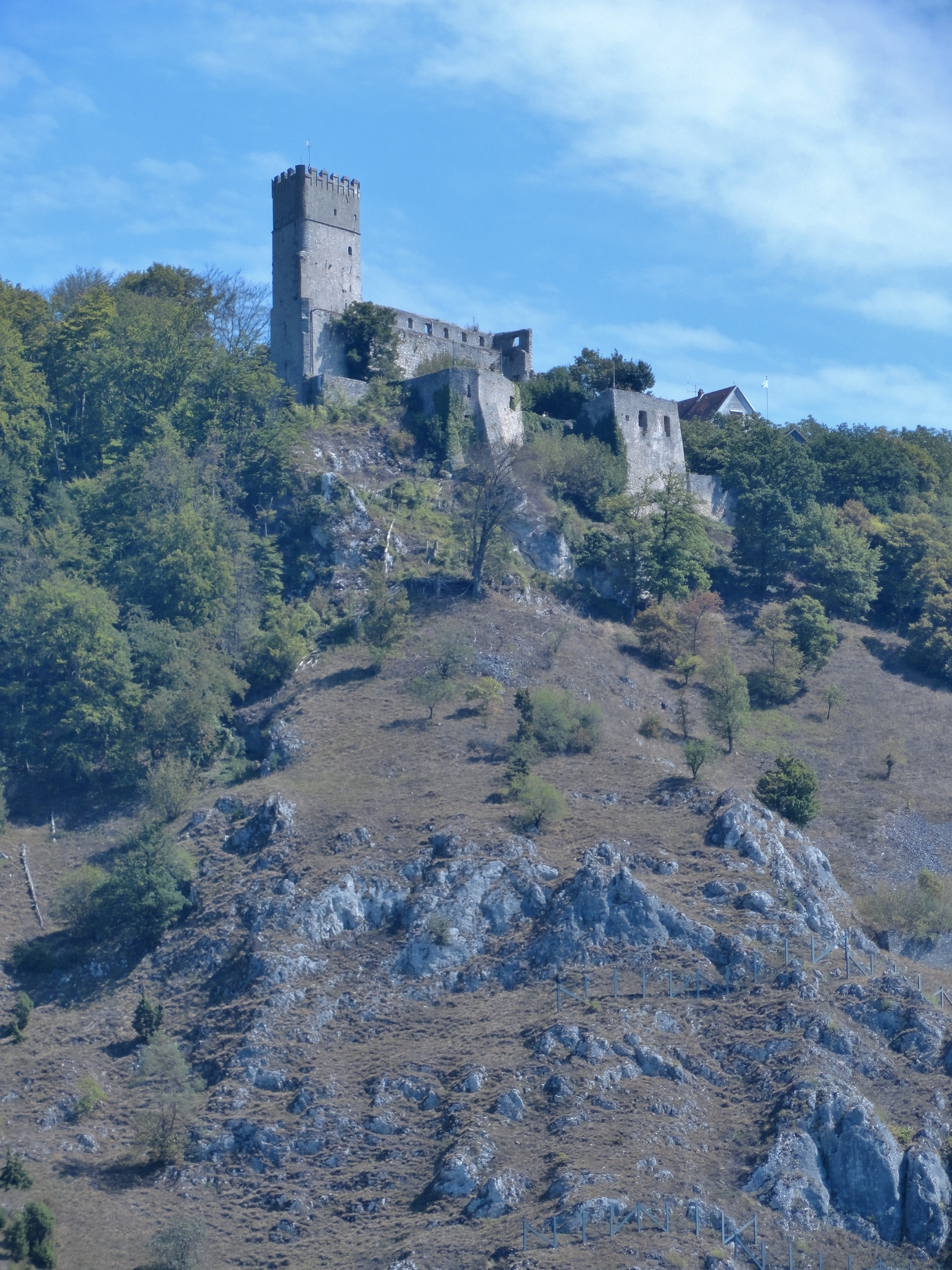
Вид руин со стороны Эссинга
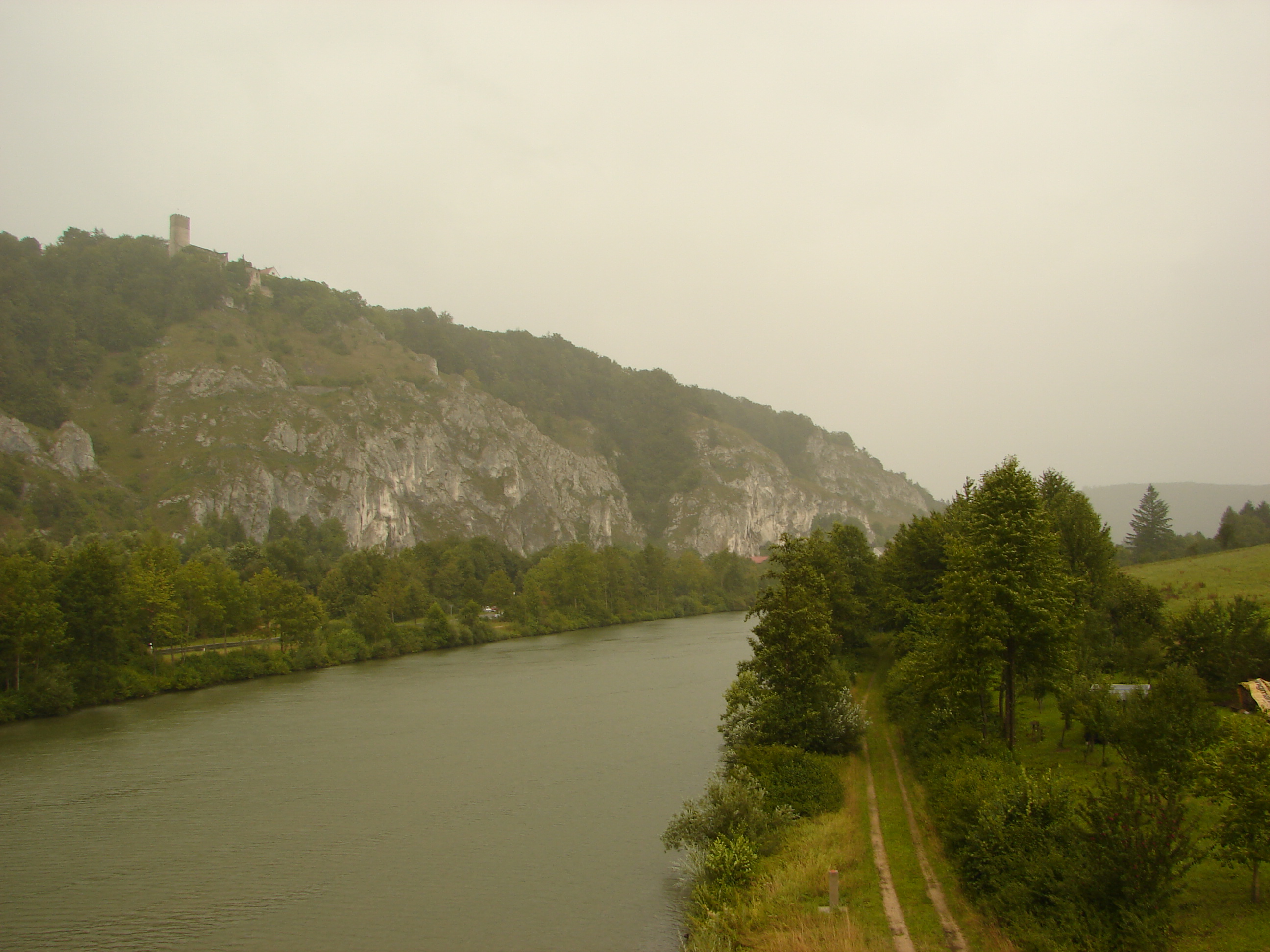
Долина реки Альтмюль с видом замка на вершине горы